# Jegor Tarakanow
Jegor Siergiejewicz Tarakanow (ur. 17 kwietnia 1987 w Ustinowie) – rosyjski piłkarz, obrońca. Profesjonalną karierę zakończył w 2020. W jej trakcie rozegrał 207 spotkań, w których zdobył 9 goli, zaliczył 3 asysty oraz został ukarany 24 żółtymi oraz 1 czerwoną kartką.

## Kariera piłkarska
Wychowanek FK Iżewsk. Grał w wielu klubach, np. FK Krasnodar czy Torpedo Moskwa, z którym w sezonie 2014/15 występował w Priemjer-Lidze.